# Championnat du monde de Superbike 1996
Navigation
Championnat 1995 Championnat 1997
Le Championnat du monde de Superbike 1996 est la 9e édition du Championnat du monde de Superbike.

La saison a débuté le 14 avril et s'est terminée le 27 octobre après 12 manches.
Troy Corser a remporté le titre pilote grâce à ses 7 victoires et Ducati le titre constructeur.

## Système de points
| Position | 1  | 2  | 3  | 4  | 5  | 6  | 7 | 8 | 9 | 10 | 11 | 12 | 13 | 14 | 15 |
| Points   | 25 | 20 | 16 | 13 | 11 | 10 | 9 | 8 | 7 | 6  | 5  | 4  | 3  | 2  | 1  |

## Calendrier
| Nb | Date        | Pays               | Circuit        | Course 1            | Course 2       | Rapport |
| -- | ----------- | ------------------ | -------------- | ------------------- | -------------- | ------- |
| 1  | 14 avril    | San Marino         | Misano         | John Kocinski       | John Kocinski  | Rapport |
| 2  | 28 avril    | GBR                | Donington      | Troy Corser         | Troy Corser    | Rapport |
| 3  | 10 mai      | Allemagne          | Hockenheim     | Aaron Slight        | Carl Fogarty   | Rapport |
| 4  | 16 juin     | Italie             | Monza          | Pierfrancesco Chili | Carl Fogarty   | Rapport |
| 5  | 30 juin     | République tchèque | Brno           | Troy Corser         | Troy Corser    | Rapport |
| 6  | 21 juillet  | USA                | Laguna Seca    | John Kocinski       | Anthony Gobert | Rapport |
| 7  | 4 août      | EU                 | Brands Hatch   | Pierfrancesco Chili | Troy Corser    | Rapport |
| 8  | 18 août     | Indonésie          | Sentul         | John Kocinski       | John Kocinski  | Rapport |
| 9  | 25 août     | JPN                | Sugo           | Yuichi Takeda       | Takuma Aoki    | Rapport |
| 10 | 8 septembre | Pays-Bas           | Assen          | Carl Fogarty        | Carl Fogarty   | Rapport |
| 11 | 6 octobre   | Espagne            | Albacete       | Troy Corser         | Troy Corser    | Rapport |
| 12 | 27 octobre  | AUS                | Phillip Island | Anthony Gobert      | Anthony Gobert | Rapport |

## Classements

### Pilotes
| Pos | Pilote               | Constructeur | Points | Victoires |
| --- | -------------------- | ------------ | ------ | --------- |
| 1   | Troy Corser          | Ducati       | 369    | 7         |
| 2   | Aaron Slight         | Honda        | 347    | 1         |
| 3   | John Kocinski        | Ducati       | 337    | 5         |
| 4   | Carl Fogarty         | Honda        | 331    | 4         |
| 5   | Colin Edwards        | Yamaha       | 248    | 0         |
| 6   | Pierfrancesco Chili  | Ducati       | 223    | 2         |
| 7   | Simon Crafar         | Kawasaki     | 180    | 0         |
| 8   | Anthony Gobert       | Kawasaki     | 167    | 3         |
| 9   | Wataru Yoshikawa     | Yamaha       | 163    | 0         |
| 10  | Neil Hodgson         | Ducati       | 122    | 0         |
| 11  | Mike Hale            | Ducati       | 114    | 0         |
| 12  | John Reynolds        | Suzuki       | 99     | 0         |
| 13  | Kirk McCarthy        | Suzuki       | 81     | 0         |
| 14  | Paolo Casoli         | Ducati       | 70     | 0         |
| 15  | Piergiorgio Bontempi | Kawasaki     | 63     | 0         |
| 16  | Christer Lindholm    | Ducati       | 58     | 0         |
| 17  | Jamie Whitham        | Yamaha       | 37     | 0         |
| 18  | Andreas Meklau       | Ducati       | 31     | 0         |
| 19  | Takuma Aoki          | Honda        | 30     | 1         |
| 20  | Yuichi Takeda        | Honda        | 25     | 1         |
| 21  | Jochen Schmid        | Kawasaki     | 23     | 0         |
| 22  | Noriyuki Haga        | Yamaha       | 20     | 0         |
|     | Norihiko Fujiwara    | Yamaha       | 20     | 0         |
| 24  | Peter Goddard        | Suzuki       | 19     | 0         |
| 25  | Akira Ryo            | Kawasaki     | 17     | 0         |
| 26  | Shinya Takeishi      | Kawasaki     | 15     | 0         |
| 27  | Roger Kellenberger   | Honda        | 11     | 0         |
|     | Brian Morrison       | Ducati       | 11     | 0         |
| 29  | Doug Chandler        | Kawasaki     | 10     | 0         |
|     | Keiichi Kitagawa     | Suzuki       | 10     | 0         |
|     | Michael Paquay       | Ducati       | 10     | 0         |
| 32  | Gregorio Lavilla     | Yamaha       | 9      | 0         |
|     | Rob Phillis          | Kawasaki     | 9      | 0         |
| 34  | Niall Mackenzie      | Yamaha       | 8      | 0         |
| 35  | Jeffrey de Vries     | Yamaha       | 7      | 0         |
|     | Sean Emmett          | Ducati       | 7      | 0         |
| 37  | Larry Pegram         | Ducati       | 6      | 0         |
| 38  | Ioannis Boustas      | Ducati       | 5      | 0         |
|     | Martin Craggill      | Kawasaki     | 5      | 0         |
|     | Shawn Giles          | Ducati       | 5      | 0         |
|     | Dean Thomas          | Honda        | 5      | 0         |

### Constructeurs
| Pos | Constructeur | Pts |
| --- | ------------ | --- |
| 1   | Ducati       | 521 |
| 2   | Honda        | 430 |
| 3   | Kawasaki     | 308 |
| 4   | Yamaha       | 300 |
| 5   | Suzuki       | 156 |